# Antipatro (figlio di Erode il Grande)
Antipatro (latino: Antipater; greco: Antipatros; ... – 4 a.C.) fu il primogenito di Erode il Grande ed erede designato tra il 7 e il 4 a.C., quando fu messo a morte per complotto contro il padre, appena cinque giorni prima che Erode morisse.

## Biografia
Antipatro fu il figlio di Erode il Grande e della sua prima moglie, Doride, sposata quando non vi era ancora nessuna ambizione regale. Il nome Antipatro fu assegnato in onore di Erode Antipatro, padre di Erode il Grande.
Successivamente Erode volle stringere un legame con la dinastia regale degli Asmonei; scelse allora di fidanzarsi con la principessa Mariamne, nipote di Ircano II, e ripudiò la moglie Doride e il figlio Antipatro. In occasione dell'invasione partica del 40 a.C., Erode si rifugiò nella fortezza di Masada insieme a Mariamne e a sua madre Alessandra Maccabeo, ma lasciò Doride e Antipatro nella Gerusalemme assediata. La nascita di due eredi maschi di Erode di sangue asmoneo, Alessandro e Aristobulo, tolse ad Antipatro ogni speranza di accedere al trono.
La situazione iniziò a cambiare quando, nel 29 a.C., Erode condannò a morte Mariamne per tradimento; nel 22 a.C. i suoi figli furono mandati a Roma alla corte di Augusto per essere educati, ma, tornati a corte nel 17 a.C., si schierarono apertamente contro il padre per vendicare la madre. La reazione di Erode fu quella di riportare a corte Doride (14 a.C.) e Antipatro, mossa che portò quest'ultimo a competere duramente per il trono con i fratellastri asmonei, competizione che si faceva sempre più dura a mano a mano che Erode invecchiava. Quando i due figli di Mariamne furono messi a morte nel 7 a.C., Antipatro divenne l'erede al trono principale di Erode; in tale posizione riuscì a convincere il riluttante padre a fidanzarlo con la giovanissima e non ancora in età di matrimonio Mariamne, figlia di Aristobulo, nelle cui vene scorreva sangue asmoneo.
Nel 4 a.C., però, gli intrighi di Antipatro contro i due fratelli furono scoperti, Erode processò, condannò e fece giustiziare Antipatro, che morì appena cinque giorni prima del padre, e fu seppellito nel cimitero dei criminali comuni della fortezza di Ircania.